# アースガルズ
アースガルズ（古ノルド語 Ásgarðr, 簡略表記 Asgard）は、北欧神話に登場するアース神族の王国。死すべき定めの人間の世界・ミズガルズの一部であるともいわれる。
アースガルド、アスガルド、アスガルズ、英語でアスガード、ドイツ語でアスガルト、アガルタなどとも。

## 『エッダ』
アースガルズを囲む壁は巨人と、巨人の所有する馬であるスヴァジルファリによって建てられた。
地上からアースガルズに行くためには虹の橋ビフレストを渡る（『ギュルヴィたぶらかし』第13章）。ビフレストのそばにおりアースガルズの門番を務めるのはヘイムダルである（『ギュルヴィたぶらかし』第27章）。
また、アースガルズの中心にはイザヴェルと呼ばれる平原がある（『ギュルヴィたぶらかし』第14章）。アース神族は重要な問題や会議があるとそこに集う。
男性の神々が集まる館をグラズヘイム、そして、女性の神々が集まる館をヴィーンゴールヴと呼ぶ（『ギュルヴィたぶらかし』第14章）。
神々はまた毎日ビフレストを渡り、ユグドラシルの下に住むウルズと会う（『ギュルヴィたぶらかし』第15章）。
『スノッリのエッダ』第一部『ギュルヴィたぶらかし』では、スヴィジオーズの王ギュルヴィが、アース神族の魔力と知識の秘密を知るべくアースガルズを訪問している。

## 『ユングリング家のサガ』
スノッリ・ストゥルルソンの書いた『ユングリング家のサガ』によると、かつてタナクヴィースル（タナクヴィスルとも）あるいはヴァナクヴィースルと呼ばれ、スノッリの頃にタナイスと呼ばれ、黒海に流れ込む川（現在のドン川）があった。この川に3分された地域の東がアシーア、西がエウローパまたはエネアー、黒海の北が大スヴィーショーズまたは寒冷スヴィーショーズ（スウェーデン）と呼ばれていた。このアシーアの、タナクヴィースルの東の地域に、アーサランドあるいはアーサヘイムと呼ばれる国があった。その首都がアースガルズであったという。やがてアースの人々は、タナイス河の支流の間にあった国ヴァナヘイムまたはヴァナランドに侵攻し、戦争が始まったとされている。
抗争は長引き、ついに和睦することとなり、両国は互いに人質を交換した。アーサヘイムからはヘーニル、ミーミルを先方に送り出したという。

### 出典

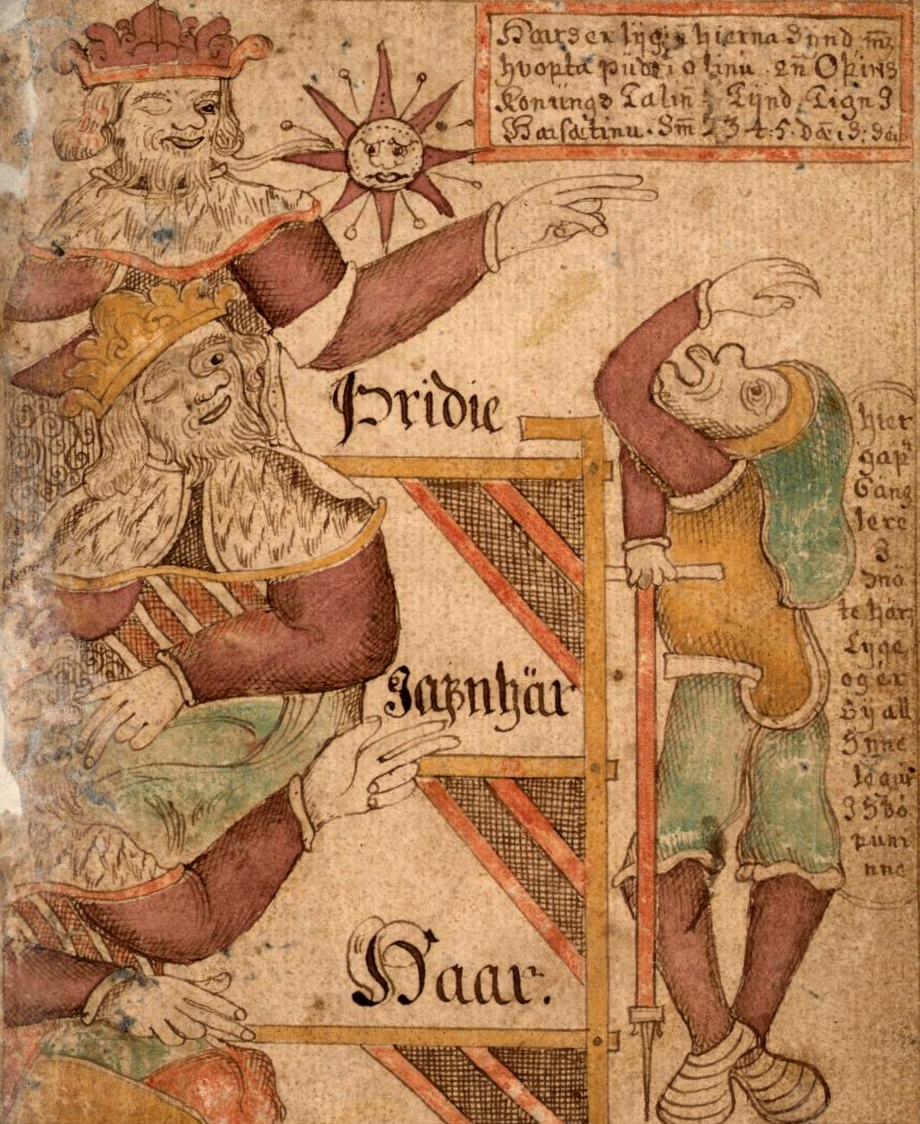
18世紀の写本『SÁM 66』に描かれた、アースガルズで3人の王に会うギュルヴィ。